# Giro del Lazio 1949-1
Il Giro del Lazio 1949, quindicesima edizione della corsa, si svolse dal 21 al 25 aprile 1949 su un percorso di 797,6 km suddiviso in 5 frazioni. Fu vinto dall'italiano Virgilio Salimbeni, che completò il percorso in 24h38'06" davanti ai connazionali Ezio Cecchi e Guido De Santi andando a vestire una maglia "argentea" di leader.
Organizzato dall'A.S. Monti e riservato a professionisti di II categoria, il Giro del Lazio 1949 fu la prima delle due edizioni della corsa tenute nella stagione 1949: in giugno si corse infatti il Trofeo Corosport in linea, organizzato da Corosport e valido come prova del campionato italiano; tale corsa è considerata oggi anch'essa come effettiva edizione del Giro del Lazio.

## Tappe
| Tappa  | Data      | Percorso             | km    | Vincitore di tappa | Leader cl. generale |
| ------ | --------- | -------------------- | ----- | ------------------ | ------------------- |
| 1ª     | 21 aprile | Roma > Terni         | 214,9 | Luciano Frosini    | Luciano Frosini     |
| 2ª     | 22 aprile | Terni > L'Aquila     | 90,5  | Bruno Pontisso     | Bruno Pontisso      |
| 3ª     | 23 aprile | L'Aquila > Frosinone | 184,6 | Serafino Biagioni  | Virgilio Salimbeni  |
| 4ª     | 24 aprile | Frosinone > Latina   | 182,3 | Alfredo Pasotti    | Virgilio Salimbeni  |
| 5ª     | 25 aprile | Latina > Roma        | 125,3 | Primo Volpi        | Virgilio Salimbeni  |
| Totale | Totale    | Totale               | 797,6 |                    |                     |

## Dettagli delle tappe

### 1ª tappa
- 21 aprile: Roma > Terni – 214,9 km[3]

Risultati
| Pos. | Corridore        | Squadra | Tempo    |
| ---- | ---------------- | ------- | -------- |
| 1    | Luciano Frosini  | Legnano | 6h27'51" |
| 2    | Renzo Soldani    | Legnano | s.t.     |
| 3    | Angelo Fumagalli | Lygie   | s.t.     |

| Pos. | Corridore        | Squadra | Tempo |
| ---- | ---------------- | ------- | ----- |
| 1    | Luciano Frosini  | Legnano | ?     |
| 2    | Renzo Soldani    | Legnano | ?     |
| 3    | Angelo Fumagalli | Lygie   | ?     |

### 2ª tappa
- 22 aprile: Terni > L'Aquila – 90,5 km[4]

Risultati
| Pos. | Corridore          | Squadra | Tempo    |
| ---- | ------------------ | ------- | -------- |
| 1    | Bruno Pontisso     | Arbos   | 2h41'02" |
| 2    | Quirino Toccacelli | Arbos   | s.t.     |
| 3    | Guido De Santi     | Atala   | s.t.     |

| Pos. | Corridore        | Squadra      | Tempo    |
| ---- | ---------------- | ------------ | -------- |
| 1    | Bruno Pontisso   | Arbos        | 9h08'53" |
| 2    | Luigi Malabrocca | Stucchi      | a 1'58"  |
| 3    | Alberto Roggi    | Indipendenti | s.t.     |

### 3ª tappa
- 23 aprile: L'Aquila > Frosinone – 184,6 km

Risultati
| Pos. | Corridore         | Squadra   | Tempo |
| ---- | ----------------- | --------- | ----- |
| 1    | Serafino Biagioni | Viscontea | ?     |

| Pos. | Corridore          | Squadra | Tempo |
| ---- | ------------------ | ------- | ----- |
| 1    | Virgilio Salimbeni | Legnano | ?     |

### 4ª tappa
- 24 aprile: Frosinone > Latina – 182,3 km[5]

Risultati
| Pos. | Corridore       | Squadra      | Tempo    |
| ---- | --------------- | ------------ | -------- |
| 1    | Alfredo Pasotti | Benotto      | 5h25'34" |
| 2    | Guido De Santi  | Atala        | s.t.     |
| 3    | Francesco Patti | Indipendenti | s.t.     |

| Pos. | Corridore          | Squadra | Tempo     |
| ---- | ------------------ | ------- | --------- |
| 1    | Virgilio Salimbeni | Legnano | 20h51'54" |
| 2    | Giancarlo Astrua   | Benotto | a 51"     |
| 3    | Ezio Cecchi        | Cimatti | a 3'40"   |

### 5ª tappa
- 25 aprile: Latina > Roma – 125,3 km[6]

Risultati
| Pos. | Corridore     | Squadra | Tempo    |
| ---- | ------------- | ------- | -------- |
| 1    | Primo Volpi   | Arbos   | 3h43'28" |
| 2    | Renzo Soldani | Legnano | a 2'27"  |
| 3    | Ezio Cecchi   | Cimatti | a 2'44"  |

| Pos. | Corridore          | Squadra | Tempo     |
| ---- | ------------------ | ------- | --------- |
| 1    | Virgilio Salimbeni | Legnano | 24h38'06" |
| 2    | Ezio Cecchi        | Cimatti | a 3'40"   |
| 3    | Guido De Santi     | Atala   | a 11'21"  |

## Classifiche finali

### Classifica generale - Maglia argentea
| Pos. | Corridore          | Squadra      | Tempo     |
| ---- | ------------------ | ------------ | --------- |
| 1    | Virgilio Salimbeni | Legnano      | 24h38'06" |
| 2    | Ezio Cecchi        | Cimatti      | a 3'40"   |
| 3    | Guido De Santi     | Atala        | a 11'21"  |
| 4    | Giancarlo Astrua   | Benotto      | a 12'34"  |
| 5    | Angelo Fumagalli   | Lygie        | a 15'28"  |
| 6    | Settimio Simonini  | Fréjus       | a 17'12"  |
| 7    | Alberto Roggi      | Indipendenti | a 20'41"  |
| 8    | Renzo Soldani      | Legnano      | a 21'46"  |
| 9    | Giorgio Cargioli   | Benotto      | a 27'02"  |
| 10   | Francesco Patti    | Indipendenti | a 30'07"  |